# 乌龙球
烏龍球，指的是足球或者其他球類比賽中，一方將球送入己方得分區域而導致對方得分，而使得分者為守方球員、而不是通常為攻方球員的情況。最常見于足球比赛中，守方球員误將足球射入己方的球門，則此进球大多被視為入烏龍球。「烏龍球」這個概念在其他球類比賽中比較罕見。在比賽中，當守方球員入球導致對方得分（例如在籃球比賽中射入己方的球籃）的時候，一般將導致對方防守失誤的攻方球員當成入球者，或者將得分記在隊長名下，而不是記錄防守球員入烏龍球。烏龍球一般來說是意外導致的結果，一般是因為防守者技術不佳或是在攻擊球員的壓力下引致失誤，或门将接防守球员回传球时失误所致，但也有极少数乌龙球是队员故意打进。

## 术语来源
乌龙球一词源于英语的“Own goal”音譯，直译成中文为“自进本方球门的球”。由于粤语“烏龍”有“搞错、乌里巴涂”之意，並且“烏龍”一詞与“own”諧音，所以香港记者便在报道中以“乌龙”或“乌龙球”来翻译“own goal”。中国大陆记者也借用了香港的这種译法。而中国成语的“自摆烏龍”、“烏龍大礼”也成为烏龍球的另一种戏称。

## 足球
在足球比賽中，一個入球是否烏龍球，有時會視乎裁判的判斷，可能會有一定的爭議性。最沒有爭議的例子是，防守一方在攻方不可能影響自己決定的情況下（例如攻方球員距離守方太遠）因為技術失誤而將球踢入球門，這樣就會視最後觸球的防守球員為入烏龍球者。注意無論失誤的防守球員是誰，一律視最後觸球者入烏龍球。
一些具爭議性的例子是：攻方作出射門或傳球動作，而防守一方做出攔截足球的防守技術動作，可能明顯改變了足球移動的路線而將其碰入球門，究竟是攻方球員取得入球還是守方射入烏龍球呢？這就很視乎球証判斷守方是否「直接」將球射入球門了。「直接」的一般定義是，設想攻方開始時的射門或傳球的方向，如果這個方向能夠入球（一般稱為「命中門框」），入球就會被視為攻方的直接射門入球，防守球員只是被當成改變了對方的射門方向，不是射門的人，不算作射入烏龍球。但是如果足球本來的方向不能夠入門，因為守方攔截改變了路線反而進球的話，那麼，因為守方的攔截導致入球出現，防守球員的攔截就被當成是直接射門而導致烏龍球。
不過有幾個情況即使球進入自家球門也不會算作烏龍球：直接將界外球擲入己方球門，中圈開球、開出墜球、自由球（不論直接自由球或間接自由球）、角球或球門球直接射進己方球門，在這些情況下會判給對方一個角球。

## 其他球类运动

### 冰上曲棍球
在冰上曲棍球中，如果防守球員把誤把球送入己方球門，會看成是最後觸球的敵方球員入球。和足球有些相似，防守球員被當成改變了對方射門方向。一般在比賽末段落後時，球隊為追平得分而放棄防守、或是罰球被拖延時發生，是比賽中比較常見的現象。

### 籃球
在籃球比賽中，當球員意外地把球射入自己的球籃，最近球籃的球員（NBA的球例）或是球隊指定的隊長（國際籃聯的球例）會被視為入球的球員。由于篮球比赛规则以手部控球，加上投射方式从上至下，篮筐宽度小造成投射率难度大，因此籃球比賽不太可能有「射入烏龍球」這種程況出現，和足球相差甚大。但仍有可能發生，一般是爭搶籃板球時不慎撥入。

### 美式或加拿大式足球
在美式足球或加拿大式足球中，當持球者在己方達陣區內被人推倒或出界，對方就會獲得兩分。

### 澳式足球
在澳式足球中，若果防守一方把球送到自己球門（即「rushed behind」），對方會得到「次要得分」（1分），防守球員有時會因為避免失去「主要得分」（6分）而故意向後帶球到自己球門。

## 射入過著名烏龍球的足球運動員
- 安德列斯·埃斯科巴，1994年世界盃期間，因為攻入一個烏龍球，不僅使得哥倫比亞隊以1-2輸給美國隊，還使得哥倫比亞隊無緣此屆世界盃的十六強，遭到該國球迷的抨擊，更不幸的是，他在回國後被槍殺，這一暴力事件震驚了全球體育界；
- 斯塔夫·範丹拜斯（Staf Van Den Buys），一場比賽中完成了烏龍球帽子戲法（打入3個烏龍球）；
- 尼克拉·卡瑞克拉（Nicola Caricola），在入了烏龍球後開始了美國職業足球大聯盟紐約地鐵明星隊的「卡瑞克拉的詛咒」；
- 加利·史拉克（Gary Sprake）、用手把球扔進己方球門的守門員；
- 范志毅，2000年亚洲杯准决赛对日本，为了防止攻入禁区日本球员的头球，把足球误踢入自家球门。
- 阿倫·史密夫，列斯聯前鋒；在2003年英超聯賽對狼隊一仗，他嘗試大腳清走對方開出的角球時，意外地窄角度踢入自家球門。
- 南雄太（Minami Yuuta），日本J联赛的南太阳神队的守门员；日本國家足球隊守门员，在2007年的日本J联赛柏雷素爾队对阵广岛三箭队的比賽中，他沒收了廣島三箭隊的前鋒森崎浩司的传中，却将球反方向扔進了自家大門，上演了一次“無間道”。
- 比亚特·弗莱姆（Bjarte Flem），另一個把球扔進自家球門的守門員；
- 活基治，在第一場代表皇家馬德里的比賽當中射入烏龍球，後來更因為犯規以致紅牌出場。被某些人認為是有史以來最不幸的「初次亮相」（debut）。
- 卡洛斯·加馬拉，2006年世界盃足球賽中第一個在一場1比0比賽中打入唯一入球而且是烏龍球的球員。
- 法蘭克·冼佳亞（Frank Sinclair），打入過許多個烏龍球（曾連續三場打入烏龍球）
- 愛菲迪（Mursyid Effendi），印尼國家隊的後衛。在1998年的老虎杯（現東南亞足球錦標賽）的小組賽最後一場比賽（泰國vs印尼隊的比賽），泰國和印尼隊為了要避開勝者在半決賽出現的對手：越南（當時越南是東道主），負者將要面對著新加坡隊，於是兩個隊伍都心急想著要輸球。就在前90分鐘的比賽，比分仍然定格在2-2平手，但在傷停補時階段，此球员以不畏的勇气把球直接射进自家大门。印尼隊也如願地避開了東道主越南隊。這個不公平競爭行為引起了四面八方的球迷的譴責之聲，於是FIFA隔天向了他們兩個隊伍判罰$40,000（美元）的罰款（原因：違反公平比賽競爭），結果此球員隨之而來的就是被終身禁止參與國際賽（成了世界第一個球員因為射進烏龍球而被終身禁賽的球員）、國內聯賽禁賽一年。此烏龍球成爲了世界上最恥辱的烏龍球。
- 占美·查奧爾，2005年效力利物浦期間，在英格蘭足總盃對般尼的賽事中，在自家的球門前以一記施丹式轉身，失誤把球踢了入自家球門，結果利物浦亦因此記烏龍球輸掉這場比賽。
- 克里斯·尼科尔（Chris Nicholl），阿士東維拉的后卫，在1976年3月20日对莱切斯特的英甲联赛中连入两粒乌龙球，又在接下来的比赛中攻入两球扳平比分，成为世界上唯一一位在一场比赛中连入四球却只带来一场平局的球员。
- 安格文（Peter Enckelman），阿士東維拉的門將，在2002年9月16日對伯明翰的英格蘭超級足球聯賽中接應隊友梅尔贝里的界外球回傳時出現失誤，用腳觸球後皮球溜入自家球門。
- 王亮，在代表中国国家足球队和美国队的比赛中，打入史上距离最远的乌龙球，射程达40米。
- 克里斯，在代表剑桥联队的比赛中，打入最快的乌龙球进球，这个入球距离开场仅6秒钟。
- 馬達拉斯，在2006-07意甲賽季在半場把球回傳給門將時用力過度擺了烏龍。
- 加歷查，在效力利物浦期間，一共打進了八個烏龍球（當中七個在英超）。
- 李察鄧尼，阿士東維拉的後衛，乃現役英超打進最多烏龍球的球員（共八個）。
- 馬達加斯加聯賽，2002年10月31日，奥林匹克埃米内（SOE Antananarivo）队，因為不滿球證在前一場比賽中的判決，在對阿德玛队（AS Adema）的賽事中攻入149個烏龍球。（AS阿德瑪 149–0 奧林匹克埃米內）[1]
- 卡哈·卡拉泽，在代表格鲁吉亚国家足球队和意大利国家足球队的比赛中连入两记乌龙球，一时成为球迷和媒体的讥讽对象。
- 尼古拉·斯華拿和莊拿芬·泰希奧，代表塔希提国家足球队，在2013年联合会杯内射进了2个乌龙球输给尼日利亚国家足球队，最后尼日利亚6-1横扫塔希提。
- （Marcelo Vieira da Silva Júnior），在2014年世界盃足球賽的第一場比賽，由巴西對上克羅埃西亞的比賽中。此屆第一個進球，也是巴西有史以來在世界盃中的首個烏龍球，以及該場比賽中克羅埃西亞唯一的一分，就是由他不慎踢進自家球門的烏龍球。最後該場比賽以巴西3比1擊敗克羅埃西亞作結。
- 卡尔·詹金森，於2011年7月11日阿仙奴對科隆的熱身賽中，射入一球烏龍球。當時是上半場尾段。科隆後衛於後場大腳長傳，詹金森把球從四十多碼的距離射破阿仙奴大門，为詹金森加盟阿仙奴後的第一球。
- 法圖斯，於2011年12月16日晨曦對公民的港甲聯賽中，他在禁區一記飛身虎尾腳解圍誤將皮球送入網窩，堪稱史上最漂亮烏龍球。
- 2016年里約奧林匹克運動會女子足球決賽， 瑞典後衛琳达·森布兰特（Linda Sembrant）把球踢進自家球門，德國以2：1擊敗瑞典，德國贏得金牌，瑞典得到銀牌。[2]
- 馬里奧·曼祖基奇在2018年世界盃足球賽決賽中，為世界盃史上第一次在決賽出現烏龍球。
- 羅美路·盧卡古在2020年歐霸盃決賽決賽國際米蘭對西維爾，因下半場誤擺烏龍使西維爾六度捧歐霸盃冠軍。
- 朱辰杰在2022年东亚足球锦标赛中与韩国的第一场比赛中，将球顶进了自家球门，导致对手得分。
- 費斯，李斯特城球員。在2022-23年賽季次循環對利物浦時連續打入兩球烏龍球，使利物浦以2-1戰勝李斯特城。因為該場的表現被球迷譏諷為「利物浦間諜/粉絲」。其後因為李斯特城不濟的表現（與費斯有直接關係）而使球隊在該季最終降班英冠。
- 哈利·苏达亚在2026年国际足联世界杯预选赛与巴林比赛中，巴林后卫阿卜杜拉·胡拉西（Abdulla Al-Khulasi）在禁区左侧踢出的球打到了自己的的脚，意外将球踢进了自家球门。
- 阿里·阿劳杰米在2026年国际足联世界杯预选赛与中国比赛中，将球顶进了自家球门，导致对手得分。
- 谷口彰悟和卡梅隆·布格斯在2026年国际足联世界杯预选赛日本对阵澳洲的比赛中，先后将球解围解进了自家大门。